# Tomasz z Yorku
Tomasz z Yorku (ur. 1220–1225, zm. 1260–1269) – angielski filozof i teolog, nawiązujący do Adama z Marsh – R. Grosseteste’a, a także do Awicebrona, Majmonidesa i Ojców Kościoła. W swej teorii bytu zajął się wszystkimi kategoriami ontologicznymi, pisząc pierwszą w XII w. summę metafizyczną. Materię rozumiał jako czystą możliwość. Nawiązywał do metafizyki światła. Jego główne dzieło to Sapientiale (1260).